# さようならコロンバス
『さようならコロンバス』（英語: Goodbye, Columbus）は1959年に出版された、ユダヤ系アメリカ人作家フィリップ・ロスの小説集の題名で、本の題名となった「さようならコロンバス」の他に「ユダヤ人の改宗」、「狂信者イーライ」など5つの短編小説が収められている。この短編小説集は1960年全米図書賞を貰っている。

## さようならコロンバス
短編小説『さようならコロンバス』はパリで発行されている英文季刊誌The Paris Rviewで1958年に発表されて、これはフィリップ・ロスの処女作であった。

## あらすじ
この短編小説は1950年代後半のアメリカの若者同士の恋と挫折、年代によるセックス（婚前交渉）への考え方の違いを描いている。
主人公のユダヤ系アメリカ人2世ニール・クルーグマン（Neil Klugman）は、米国東部のニュージャージー州ニューアークに叔母と住み、地元のラトガーズ大学ニューアーク校を出て、大きな望みはなく、図書館員をしている。ある夏の日、スポーツクラブの水泳プールで、ニューアーク西郊のショートヒルズの実家に夏休みで帰省中の、名門ラドクリフ大学の女子学生で、やはりユダヤ系のブレンダ・パティムキン（Brenda Patimkin）と出会う。二人は何回か会ううちに自然と彼女の家で他の家族がいないときにセックスを楽しむ関係になる。
ブレンダの兄ロナルドはオハイオ州コロンバスにあるオハイオ州立大学出身で、バスケットボールの花形選手であり、卒業記念に貰ったＬＰレコードを延々と聞かせる場面があって、校歌やバスケットボール対抗戦の内容で、「さようならコロンバス」で終わるノスタルジア録音に恍惚と聞き入る。また彼は結婚して、父のビジネスを手伝うことになり、結婚式での親類のエピソードが延々と続く。
妊娠が心配であっても、ペッサリー（女性側の避妊器具）の装着についてはブレンダは当初否定的であったが、しかし最後には折れ、二人で車でリンカーン・トンネルを経てニューヨーク市マンハッタンの医者を受診し、ペッサリーを得る。夏休みの最後の二週間はブレンダの家に招かれて泊まり、夢のような夏が終って、ブレンダはラドクリフ大学のあるボストンへ帰る。
晩秋のユダヤ教の新年休みの前に、ニールはブレンダに会うためボストンのホテルへ遊びに行くと、丁度その時にブレンダが実家に置いていったペッサリーを母が発見し、両親からブレンダ宛に速達の手紙が送られる。ブレンダの両親はセックスに対する感覚の違いからか、家に招いて歓待したニールに激怒し、彼を許すことができない。ニールはペッサリーを親に見つかるように家に置いてきたブレンダの失態を意図的なものと思い、一方的に彼女をなじって口論となった後、沈黙が訪れる。しばらくしてニールはホテルを出て、ニューアークへ戻り、二人は破局する。

## 映画
この小説を元にした、ラリー・ピアース監督の映画『さよならコロンバス』（Goodbye, Columbus）が、1969年9月に公開されている。

## 出版
- Philip Roth, "Novels & Stories 1959-1962: Goodbye, Columbus and Five Short Stories & Letting Go" (Library of America Edition, 1982)
- Goodbye, Columbus : And Five Short Stories (Vintage International, 1994)
日本語訳
- 佐伯彰一訳『さようならコロンバス』（集英社文庫、1977年）
- 中川五郎訳『グッバイ、コロンバス』(朝日出版社、2021年)
- 「世界の文学〈34〉ロス」 (集英社、1976年)。素晴らしいアメリカ野球、さようならコロンバスを収録